# Formella metoder
Formella metoder är ett område inom datavetenskapen som handlar om att modellera och i form av matematisk terminologi specificera och verifiera olika egenskaper hos datorsystem, vilket omfattar såväl hårdvaru- som programvarusystem.